# Онжервиље
Онжервиље (фр. Angervilliers) насеље је и општина у Француској у региону Париски регион, у департману Есон која припада префектури Етан.
По подацима из 2011. године у општини је живело 1644 становника, а густина насељености је износила 182,46 становника/km². Општина се простире на површини од 9,01 km². Налази се на средњој надморској висини од 120 метара (максималној 163 m, а минималној 77 m).

## Демографија
| 1962. | 1968. | 1975. | 1982. | 1990. | 1999. | 2011. |
| ----- | ----- | ----- | ----- | ----- | ----- | ----- |
| 467   | 511   | 530   | 704   | 1.197 | 1.381 | 1.644 |

График промене броја становника у току последњих година